# Рилковська
Ри́лковська (рос. Рылковская) — присілок у складі Тарногського району Вологодської області, Росія. Входить до складу Тарногського сільського поселення.

## Населення
Населення — 40 осіб (2010; 39 у 2002).
Національний склад (станом на 2002 рік):
- росіяни — 100 %